# Gare d'East Gwillimbury
La gare d'East Gwillimbury est une gare de trains de banlieue à East Gwillimbury en Ontario, au Canada. La gare est située sur Green Lane, à l'est de Main Street. Elle est desservie par les trains de banlieue de la ligne Barrie de GO Transit.

## Situation ferroviaire
La gare est située à la borne 35,5 milles (57,1 km) de la subdivision Newmarket de Metrolinx, entre les gares de Bradford et de Newmarket. East Gwillimbury se trouve dans un environnement plus périphérique que Newmarket. Au nord de la gare, la ligne s'incurve vers le nord-ouest, parallèlement à la Route 11, avant d'entrer dans la ville de Bradford, à 67 kilomètres au nord d'Union.

## Histoire
La gare d'East Gwillimbury a été ouverte le 1er novembre 2004 pour désengorger la gare de Newmarket, qui n'avait pas de capacité d'expansion, pas d'installations d'autobus hors voirie et une population croissante. D'autres communautés en expansion dans sa zone de desserte sont Holland Landing, Sharon, Mount Albert et Keswick. La gare a été construite avec une grande boucle d'autobus qui sera utilisée comme un important centre de transport en commun lorsque Newmarket s'agrandira au nord de la gare.

## Service aux voyageurs

### Accueil
La billetterie de GO Transit est ouverte en semaine de 5 h 10 à 9 h 45, fermée les fins de semaine et jours fériés. L'ambassadeur de la gare GO peut aider les clients à configurer un type de tarif ou à définir un trajet par défaut sur la carte Presto. Les clients disposent également d'options en libre-service, notamment l'achat d'un billet papier dans un distributeur automatique de billets, le chargement d'une carte Presto dans un distributeur automatique de billets compatible avec Presto, l'achat d'un billet électronique avec leur téléphone intelligent et le paiement au valideur avec une carte de crédit sans contact ou une carte Presto.
La gare est équipée d'une salle d'attente, des toilettes, d'un abri de quai chauffé, de Wi-Fi, d'un téléphone payant, d'un stationnement incitatif, et d'un débarcadère. Le stationnement incitatif dispose des places réservées et d'une zone de covoiturage.

### Dessert
À partir du 8 avril 2023, sept trains en provenance d'Allandale Waterfront et à destination de la gare de Toronto Union s'arrêtent à cette gare pendant la période de pointe du matin, ainsi qu'un train en provenance de Bradford. Aux heures de pointe de l'après-midi, sept trains à destination d'Allandale Waterfront et un train à destination de Bradford s'arrêtent à cette gare. Le week-end, six trains à destination d'Union et six à destination d'Allandale Waterfront s'arrêtent à cette gare.
En dehors des heures de pointe, un service de bus est proposé en direction de la gare Union de Toronto, certains nécessitant une correspondance à la gare d'Aurora. Les bus en direction de Barrie s'arrêtent à la gare d'Allandale Waterfront. Comme GO Transit déplace son service de bus de la gare routière du centre-ville vers Allandale Waterfront, les passagers se dirigeant vers le centre-ville de Barrie doivent faire une correspondance avec les bus locaux de Barrie Transit.

### Intermodalité

#### GO Transit
- 65 Newmarket - Toronto (tous les jours, pour remplacer le service ferroviaire)
  - Direction sud vers la gare Union de Toronto
- 68 Barrie - Newmarket (tous les jours, pour relier les trains qui terminent leur trajet à Aurora)
  - Direction nord vers le terminus Barrie
  - Direction sud vers la gare d'Aurora

#### York Region Transit
- 54 Bayview (lundi au samedi)
  - Direction sud vers la gare d'Aurora

La correspondance est gratuite entre GO Transit et York Region Transit. Les passagers doivent présenter une carte Presto, un billet unitaire de GO Transit ou un laissez-passer journalier valide. La carte Presto calcule automatiquement le rabais et l'applique au compte Presto. La correspondance est valide pendant deux heures à partir d'un autobus de YRT, et pendant trois heures à partir d'un train ou d'un autobus de GO Transit.
En plus, l'autobus sur demande Mobility On-Request East Gwillimbury transporte des passagers d'une adresse située dans la zone de service jusqu'à la gare d'East Gwillimbury. Les heures de service sont du lundi au vendredi entre 5h30 et 22h45, les samedis et les dimanches entre 8h et 19h45. Les passagers qui souhaitent réserver un bus sur demande peuvent le faire sur l'application Mobility On-Request sur iOS ou Android, ou appeler le 1-844-667-5327.